# برهان حرکت
برهان حرکت یا برهان محرک اول (به لاتین: Primum movens)، یکی از براهین اثبات وجود خداست.

## پیشینه
این برهان از ابداعات ارسطو می‌باشد. بعدها توماس آکویناس به عنوان نخستین برهانش به آن پرداخت.
در جهان اسلام نیز کسانی چون ملاصدرا و هادی سبزواری به شرح آن پرداختند.

## مضمون برهان
هر حرکتی محرّکی لازم دارد و چون امتداد سلسلهٔ حرکت‌ها و محرک‌ها تا بی‌نهایت محال است، در نهایت امر باید همهٔ حرکتها منتهی به امری ثابت بشوند که آن ثابت یا محرک اول غیر متحرک را خدا می‌نامیم.

## نقد برهان

### بی‌نیازی حرکت از محرک در واقعیت

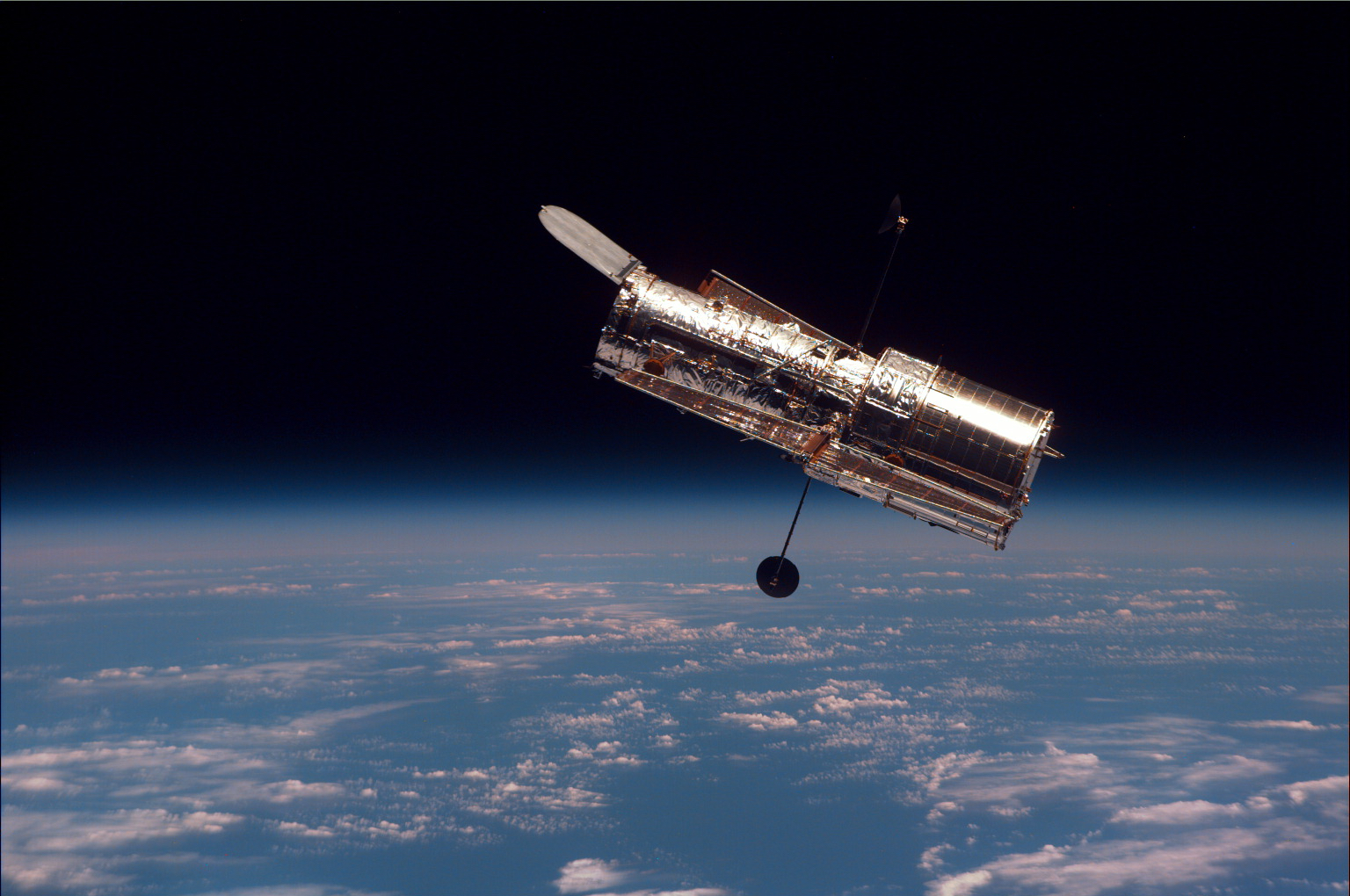
هیچ حرکتی نیازمند محرک نیست، حرکت یکنواخت ماهواره‌ها در فضاهای بین ستاره‌ای، پس از آنکه یک بار به حرکت درآمدند، بهتر از مثالهای دیگر این نکته را نمایان می‌سازد.

این حرف انتزاعی و شهودی که هر حرکتی محرکی بخواهد، در عالم واقعیت غلط از آب درآمده‌است. بطلان این سخن در دانش فیزیک از زمان نیوتون به اثبات رسیده؛ این گونه نیست که نفس حرکت به عامل و محرک نیازمند باشد؛ حرکت به عامل احتیاج ندارد، بلکه تغییر حرکت است که نیازمند عامل است. حالت عادی اجسام این است که در حرکت یکنواخت (یا سکون) باشند، نه الزاماً در سکون؛ پس جسم می‌تواند همواره در حال حرکتی یکنواخت باشد، در حالی که هیچ عامل خارجی بر آن اثر نمی‌گذارد.
اجسام تمایل دارند حالت اولیه خود را حفظ کنند؛ یعنی اگر ساکن هستند در حالت سکون باقی بمانند و اگر در حال حرکت هستند به حرکت خود به‌طور یکنواخت با سرعت ثابت ادامه دهند. حال اگر بخواهیم جسم ساکنی را به حرکت درآوریم یا سرعت متحرک را کاهش یا افزایش دهیم، باید به آن نیرو وارد کنیم. نیرو با ایجاد شتاب باعث تغییر سرعت می‌شود.

#### رد این نقد
مرتضی مطهری می‌گوید:
... آن محرکی که ارسطوئیین گفته‌اند، غیر از آن عاملی است که فیزیک امروز می‌شناسد… آنچه که تجربیات علمی امروز ثابت می‌کند، رابطه حرکت است با عامل خارج از وجود متحرک، در صورتی که از نظر فلسفی عامل حرکت همیشه در داخل جسم متحرک است و عامل خارجی عامل دست دوم است نه عامل دست اول… فیلسوف وقتی می‌گوید حرکت یعنی هر گونه تغییر، نقطه مقابل ثبات… آنچه ارسطو و ارسطوئیین گفته‌اند، اگر هم درست نباشد باید به دلیل دیگری درست نباشد

#### دفاعی در مقابل نقد برهان
هر جسمی که در حالت سکون یا حرکت یکنواخت باشد محاط به قوانین و فضایی است که آن را دربر گرفته؛ مثلاً از منظر گرانشی در میدان هیگز قرار دارد و این میدان چگونگی کنش گرانشی آن را مشخص می‌نماید. 
حال چگونه این همه قوانین و وجود فضاهای محاطی یک جسم را فاقد هر گونه حرکت و تغییر بپنداریم در حالی که اثر آن‌ها موجودیت و رفتار آن جسم را دربر گرفته‌است.

### مغالطه منطقی مستتر در برهان
اگر چیزی باشد که محرک همه حرکات باشد، آنگاه مطمئناً هر حرکتی محرکی دارد؛ ولی از این که هر حرکتی محرکی دارد، نتیجه گرفته نمی‌شود که چیز واحد و یگانه‌ای هست که محرک همه حرکات باشد.
رد این نقد:
برهان حرکت اصولاً برای اثبات خدا و توحید او نیست، بلکه ثابت می‌کند که مبدأ و منشأ جهان چیزی ورای ماده است؛ یعنی آن چیزی که منشأ وجود جهان مادی ای که اکنون می‌بینیم هست، خود ماده نیست. چون ماده دائماً در حال «شدن» است و این «شدن» نیاز به محرک دارد و چون این تحرک نمی‌تواند تسلسل وار باشد، ناگریز نیازمند محرکی هستیم که در وجود خود شدن و تغییر ندارد و در نتیجه مادی نیست. این اثبات ماوراءالطبیعه است.

### نکته مهم
اثبات این‌که محرک غیر متحرک، واجب است یا ممکن، واحد است یا متعدد، کمالات او متناهی است یا غیر متناهی، از توان این برهان خارج می‌باشد و صرفاً برای اثبات منشأ غیر مادی جهان است.